# Cercle de pierres levées
Un cercle de pierres levées est un ensemble de menhirs disposés en cercle.
La plupart des cercles de pierres levées se trouvent dans le nord-ouest de l'Europe - en particulier en Grande-Bretagne, en Irlande et en Bretagne - et datent généralement de la fin du néolithique et du début de l'âge du bronze, une grande partie ayant été élevées à partir de 3000 av. J-C.
Les exemples les plus connus sont ceux du henge à Avebury, les Rollright Stones (en) et le site de Stonehenge. Des exemples épars existent dans d'autres parties de l'Europe. Plus tard, pendant l'âge du fer, des cercles de pierres ont été construits dans le sud de la Scandinavie.

## Description
Les cercles de pierres sont généralement regroupés en fonction de la forme et de la taille des pierres, de l'étendue de leur rayon et de leur population dans la zone locale. Bien que de nombreuses théories aient été avancées pour expliquer leur utilisation, généralement liée à la fourniture d'un cadre pour une cérémonie ou un rituel, aucun consensus n'existe parmi les archéologues concernant leurs fonctions. Leur construction impliquait souvent des efforts collectifs considérables, y compris des tâches spécialisées telles que la planification, l'extraction, le transport, la pose des tranchées de fondation et la construction finale.

## Archéologie
De plus en plus d'études suggèrent que les constructions mégalithiques ont commencé dès 5000 avant J-C. dans le nord-ouest de la France et que la coutume et les techniques se sont propagées via les routes maritimes à travers l'Europe et la région méditerranéenne à partir de là,. Les alignements de Carnac sont estimés avoir été construits vers 4500 av. J.-C., et de nombreuses formations comprennent des cercles de pierres mégalithiques.
Les premiers cercles de pierre en Grande-Bretagne ont été érigés entre 3000 et 2500 av. J.-C. au cours du Néolithique moyen (vers 3700–2500 av. J.-C.). À cette époque, des cercles de pierres ont commencé à être construits dans les zones côtières et les basses terres vers le nord du Royaume-Uni. L'industrie des haches de Langdale dans le Lake District a peut-être été l'un des premiers centres importants pour la construction de cercles. Des recherches récentes montrent que les deux plus anciens cercles de pierre en Grande-Bretagne (Stenness dans les Orcades et Calanais sur l'île de Lewis) ont été construits pour s'aligner sur les positions solaires et lunaires,.
La plupart des sites ne contiennent aucune preuve d'habitation humaine, ce qui semble indiquer que des cercles de pierres ont été construits pour des cérémonies. Parfois, un cercle de pierres est trouvé en association avec une fosse funéraire ou une chambre funéraire, mais la plupart de ces monuments n'ont pas une telle association, du moins dans l'état contemporain des recherches archéologiques.

## Répartition

### Grande-Bretagne et Irlande
Il y a environ 1 300 cercles de pierres en Grande-Bretagne et en Irlande,. Les experts ne sont pas d'accord sur la question de savoir si la construction de mégalithes en Grande-Bretagne s'est développée indépendamment ou a été importée d'Europe continentale.

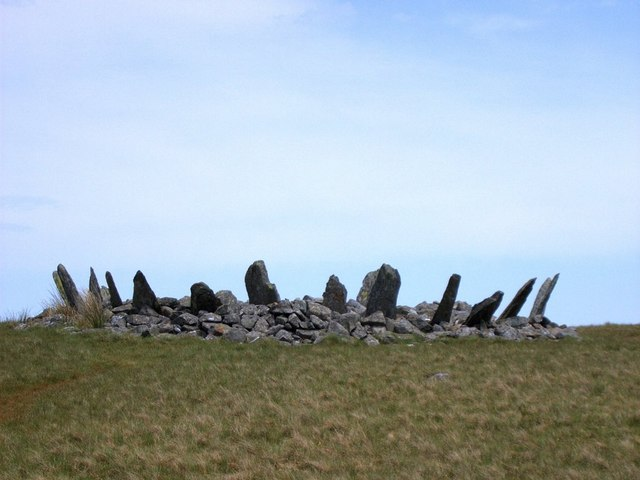
Bryn Cader Faner au Pays de Galles septentrional

Une étude complète de datation au radiocarbone de 2019 des structures mégalithiques à travers l'Europe et les îles britanniques a conclu que les techniques de construction se sont propagées à d'autres communautés via des routes maritimes, à partir du nord-ouest de la France,. En revanche, l'archéologue français Jean-Pierre Mohen dans son livre Le Monde des Mégalithes a écrit que les îles britanniques sont « remarquables par l'abondance de menhirs et la variété des complexes architecturaux circulaires dont ils faisaient partie... d'une originalité saisissante, ils n'ont aucun équivalent ailleurs en Europe », soutenant fortement l'argument selon lequel les constructeurs étaient indépendants.
Certaines théories suggèrent que des envahisseurs de Bretagne pourraient avoir été responsables de la construction de Stonehenge.
Bien que les cercles de pierres soient largement distribués à travers l'île, l'Irlande a deux concentrations principales : dans la région de Cork / Kerry et dans le centre de l'Ulster. Ces derniers sont généralement constitués d'un plus grand nombre de petites pierres et se trouvent souvent dans les hautes terres et sur des sites qui contiennent également un alignement de pierres. Les cercles de pierres de Cork – Kerry ont tendance à être de forme plus irrégulière avec des orthostates plus grands mais moins nombreux et plus espacés autour de la pierre axiale.

### Europe continentale

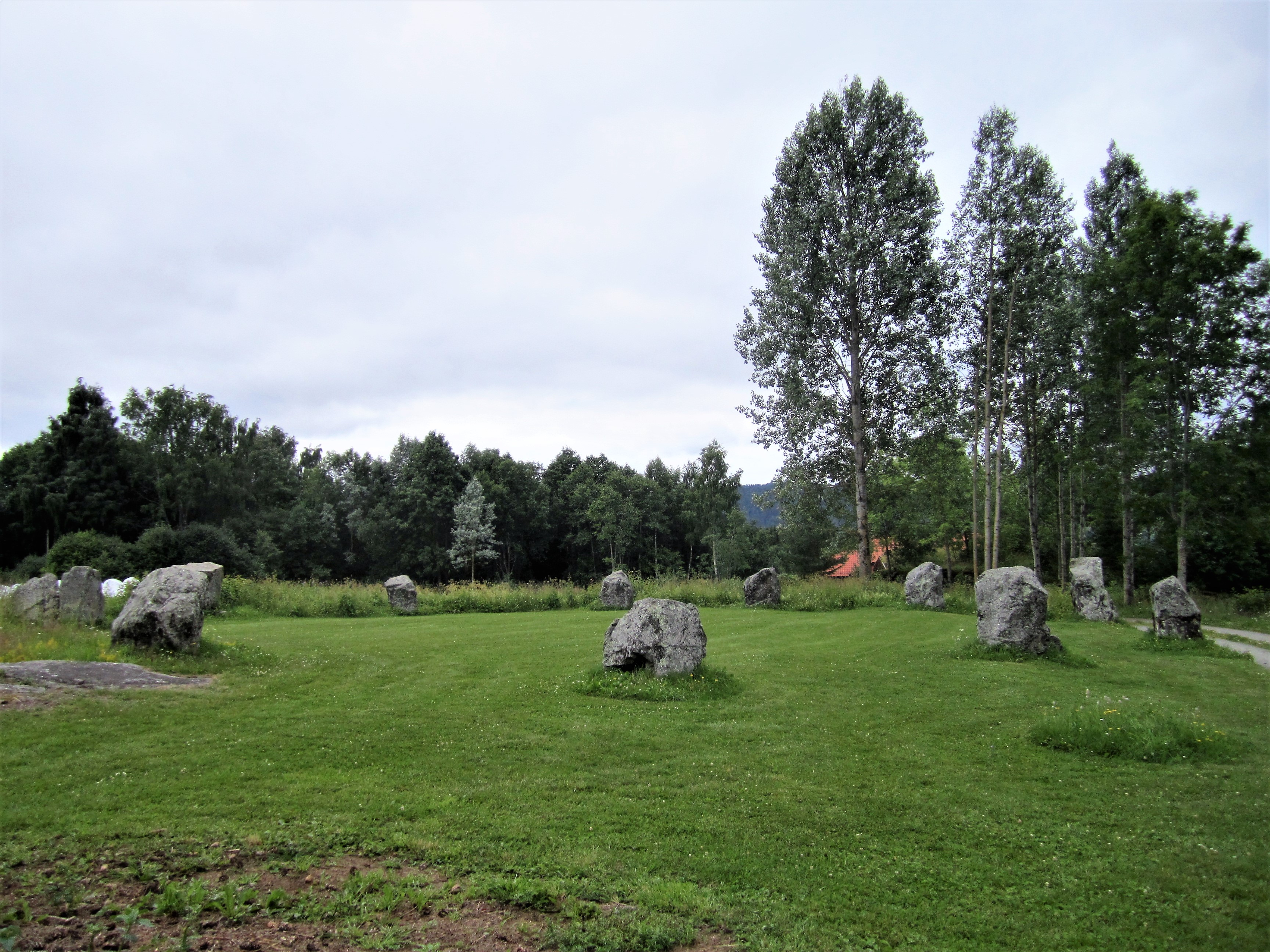
Pierres levées de Moelv en Norvège

Des exemples peuvent être trouvés dans toute l'Europe continentale, de la mer Noire à la Bretagne. Les emplacements en France en comprennent plusieurs en Bretagne (deux sur l'île d'Er Lannic et deux autres à Carnac), plusieurs dans le sud de la France sur le Causse de Blandas, dans les Cévennes, dans les Pyrénées, et dans les Alpes (par exemple le Petit Saint-Bernard). Un cercle de pierre notable se trouve dans les Alpes italiennes. Dès 1579, des érudits en Allemagne ont décrit de grands cercles de pierre érigés près de Ballenstedt. En 2001, un cercle de pierres (Beglik Tash) a été découvert en Bulgarie près de la mer Noire.
Il existe plusieurs exemples dans la région de l'Alentejo au Portugal, le plus ancien et le plus complet étant le Cromlech des Almendres près de la capitale régionale d'Évora et au sein de sa municipalité. Les restes de beaucoup d'autres se composent uniquement de l'anta central (comme on les appelle dans l'Alentejo). Il semble parfois avoir été utilisé comme autel mais plus souvent comme structure funéraire centrale, à l'origine entourée de mégalithes qui ne montrent que peu d'érosion et d'activités humaines.
Ces cercles sont également connus sous le nom de harrespil au Pays basque, où les villageois les appellent mairu-baratz ou Jentilak-baratz, signifiant jardin païen (cimetière). Ils font référence aux géants mythologiques de l'ère pré-chrétienne. Aucun exemple n'a survécu dans un bon état de conservation, mais, comme dans l'Alentejo, le Pays basque est parsemé d'exemples, érodés et vandalisés, de nombreuses structures de ce type.

### Afrique

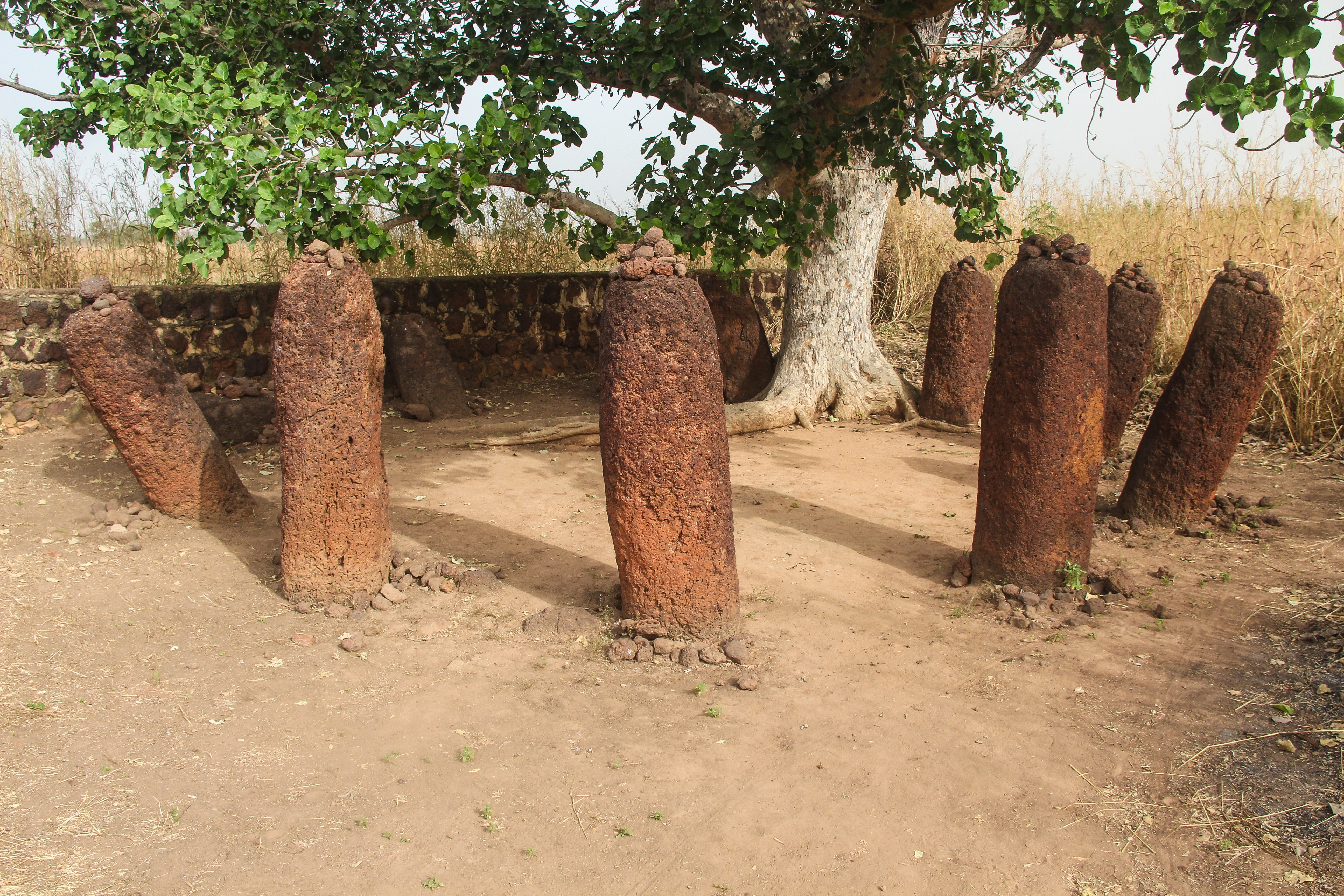
Pierres levées de Wassu en Gambie

D'anciens cercles de pierres se trouvent dans toute la Corne de l'Afrique. Booco (en), dans le nord-est de la Somalie, contient un certain nombre de ces anciennes structures. De petits cercles de pierres entourent ici deux monuments de plate-forme fermés, qui sont assemblés. Les archéologues pensent que les cercles de pierres marquent les tombes associées.
À Emba Derho dans les hautes terres éthiopiennes et érythréennes, deux types de cercles mégalithiques existent. Le premier type consiste en des cercles de pierres simples, tandis que le second comprend un cercle intérieur enfermé dans un cercle plus grand (c'est-à-dire des cercles de pierres doubles).
Sur le côté ouest du continent, les cercles de pierres de Sénégambie peuvent être trouvés. Les groupes individuels sont datés de 700 après J-C. à 1350 après J-C.

### Asie

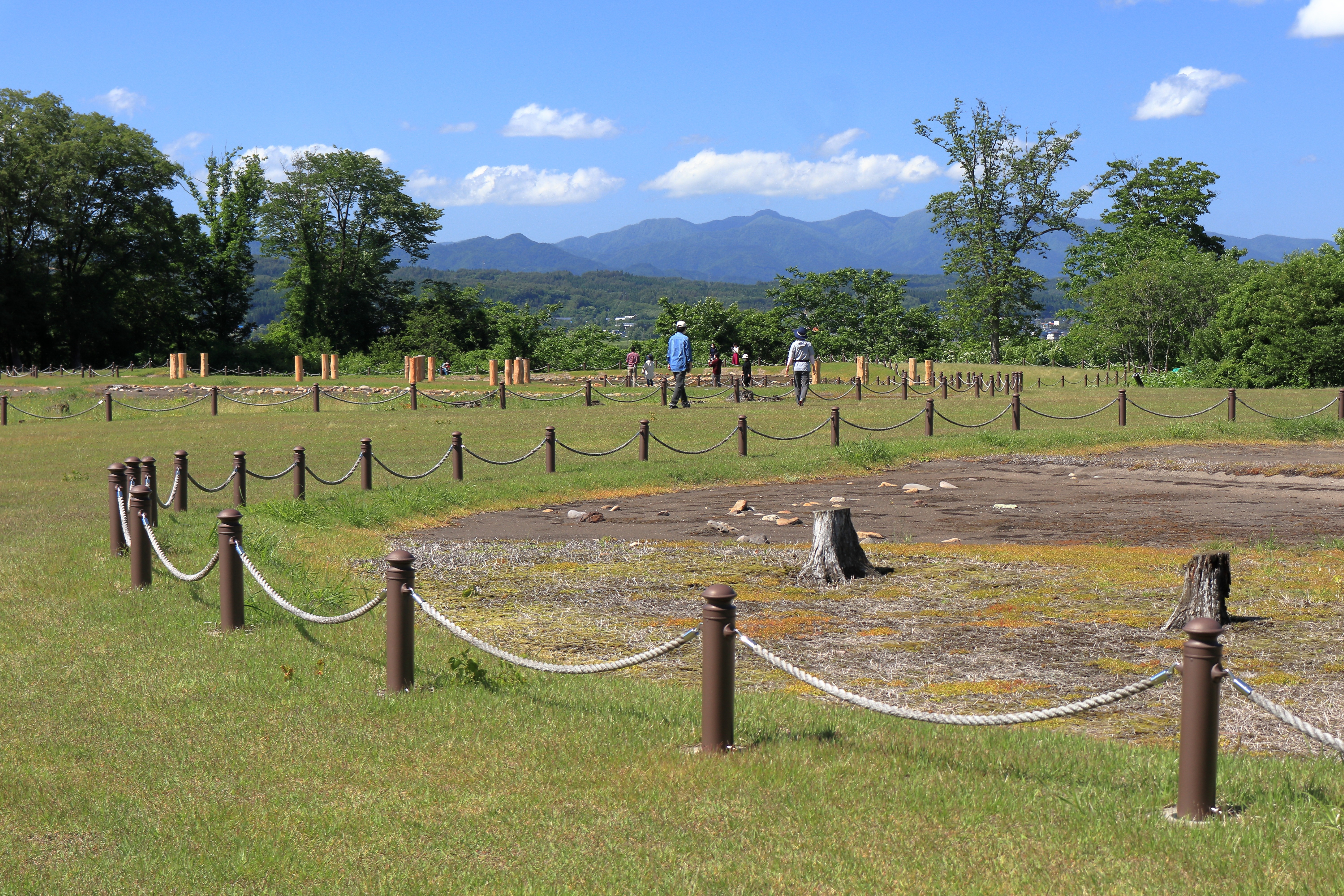
Site de Isedotai à Kitaakita au Japon

Il existe des cercles de pierres levées au Japon et en Inde. Au Proche-Orient, les plus anciens cercles de pierre du monde ont probablement été trouvés à Atlit Yam (environ 8000 av. J.-C.). La localité est maintenant submergée près de la côte méditerranéenne levantine.